# 马克·米切尔
马克·安德鲁·"皮特"·米切尔（英文：Marc Andrew "Pete" Mitscher，1887年1月26日—1947年2月3日）海军上将， 在第二次世界大战期間担任太平洋戰區美軍快速航母特遣舰队指揮官。

## 早年生涯
米切尔于1887年1月26日生于威斯康辛州的希尔斯伯勒。父親奧斯卡·密茲契（Oscar A. Mitscher）原為聯邦印第安人事務官（Federal Indian Agent），1888年移居奧克拉荷馬市，之後並成為該市的副市長。但密茲契似乎並未隨同家人居住在奧克拉荷馬市，而是在華盛頓特區完成他的小學與中學學業。
1906年，米切尔进入安纳波利斯的美国海军学院就读。1910年毕业后，作为見習官的密茲契在科羅拉多號装甲巡洋舰（ACR-7）上服役了2年，并于1912年3月7日獲得海军少尉的任命。1913年8月，密茲契少尉服役於加利福尼亞號装甲巡洋舰（ACR-6），並於1914年參與了韋拉克魯斯行動（Occupation of Veracruz）。1914年到1915年間，密茲契在惠普號（USS Whipple，DD-15）與史都華號（USS Stewart，DD-13）驱逐舰上服役。1915年9月，密茲契前往彭萨科拉海軍航空站接受飛行訓練，並在北卡羅萊那號装甲巡洋舰（USS North Carolina，ACR-12）上接受了水上飛機的訓練。1916年6月2日，米切尔獲得了飛翼徽章，成為海軍第33號合格的飛行員。1917年4月，密茲契前往杭丁頓號装甲巡洋舰（USS Huntington，ACR-5）上執勤，參與飛機彈射的實驗。1919年初，他至海军作战部長辦公室的航空部门短暫服役後，被調到水上飛機第一戰隊服役。

## 兩次大战之间
1919年，美國海軍成立一支由3架寇蒂斯NC水上飞机（編號為NC-1、NC-3、與NC-4，NC-2在試飛時受損，美國海軍將該飛機拆解成為零件補充來源）組成的遠征隊，希望能成為第一支橫越大西洋的飛行隊。由米切尔少校率領的遠征隊於5月8日出發，他同時也是NC-1的駕駛員與指揮官。但在惡劣的氣候下，NC-1與NC-3於5月10日迫降在亚速尔群岛附近，NC-1的成員被希臘海軍救起，NC-3則由艇員自行操縱前往亚速尔群岛。雖然最後只有NC-4成功的完成橫越大西洋的任務，但由於該項英勇的行動，米切尔仍然被授予了海军十字勋章。
返回美國後，密茲契被指派擔任聖地牙哥海軍航空站的指揮官，隨後回到華盛頓的海軍航空署的計畫部門任職。1922年至1923年間，他是美國海軍空中競速隊的一員。1927年起協助萨拉托加号航空母舰正式服役後，駕駛1架沃特UO-1型飞機首次降落在萨拉托加号上。密茲契中校在1929年成為兰利号航空母舰的副长，然後在1934年接任萨拉托加号的副长。1937年，密茲契上校成為萊特號水上飞机母舰（USS Wright，AV-1）的艦長，随后指挥过第1巡逻机联队。1939年6月至1941年7月，米切尔担任海军航空署的助理署長，隨後於1941年10月接任大黄蜂号航空母舰的舰长，並以此職位進入第二次世界大戰。

## 第二次世界大战

### 1942年到1943年
1942年2月，大黃蜂號在諾福克軍港，進行由吉米·杜立特中校指揮，利用改裝的陸軍航空隊B-25米契爾式轟炸機，並從航艦上起飛的訓練任務。1942年4月2日，大黄蜂号搭載16架B-25轟炸機，從加利福尼亚州阿拉米達（Alameda）出發，編組為第18特遣艦隊。4月8日，第18特遣艦隊與以企業號航空母艦為首的第16特遣艦隊會合，由第16特遣艦隊的指揮官威廉·海爾賽中將統一指揮，前往日本外海。轟炸機在距離日本600哩外的海域起飛，並成功空襲了東京等地，即為杜立特空袭。
1942年6月4日，大黄蜂号作為第16特遣艦隊的一員，参加了中途岛海战。在6月4日上午的行動中，其成果令人失望：大黃蜂號所屬的第8魚雷轟炸機中隊雖然找到了日軍第一航空艦隊，但在沒有戰鬥機掩護的情況下，全隊皆被日軍的空中戰鬥巡邏飛機擊落，只有一人生還；俯衝轟炸機隊則沒有找到目標，最後轉降中途島加油；至於護航的戰鬥機隊則全數迫降海中，沒有與日軍接戰。到了下午，從中途島返回母艦的轟炸機隊，則與企業號和約克鎮號的轟炸機隊一同擊沉了飛龍號航空母艦 。6月30日，米切尔调离大黄蜂号，同時晉升少將，指挥第2巡逻机联队，以及在南太平洋地區，包括瓜達尔卡納爾島與中所羅門群島的美國海軍航空兵力。1943年8月，升任美國海軍西海岸航空司令。

### 1944年至1945年
1944年2月，密茲契被調回中太平洋，指揮第3航空母舰支隊，並參與馬紹爾群島戰役（代号燧發槍行动）與对特魯克島的空袭（代号冰雹行动）。由於表現傑出，密茲契於3月21日晉升中將，並指挥中太平洋部隊的快速航舰部队。1944年4月第五艦隊成立後，快速航舰部队组成第58特遣艦隊，密茲契也同时成為该部队的指揮官。
1944年6月13日，第五艦隊開始对塞班島的登陆行动。第58特遣艦隊担负支援登陆和护卫登陆滩头的任务。日本聯合艦隊為援助塞班島守軍，遂由小澤治三郎中將率領第一機動艦隊，包含9艘航空母舰與450架戰機前往馬里亞納群島。美軍發現日軍艦隊之後，除直接火力支援部隊外，第五艦隊的其它作戰艦在雷蒙德·阿姆斯·斯普魯恩斯上將的指揮下转向西行，尋找日軍艦隊。第58特遣艦隊擁有12艘航空母舰和超過900架的戰機，數量與裝備都優於日軍。

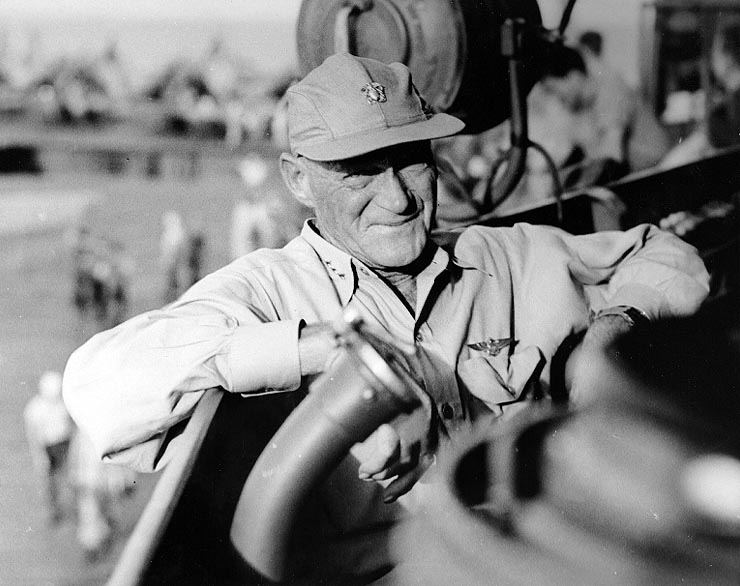
密茲契中將在其旗艦列辛頓號上，攝於1944年

雖然美軍潛艦在6月17日與18日都發現了日軍艦隊行蹤，但第58特遣艦隊卻無法在19日發現日軍位置，於是為避免遭到穿梭轟炸的危險，第58特遣艦隊派出轟炸機全力轟炸關島。另一方面，由於偵察機在航程上的優勢，日軍很早就鎖定了美軍特遣艦隊的位置，遂在19日發動四波共計324架飛機前去攻擊美軍。依靠人員素質與雷達技術的绝对優勢，美军戰鬥機與防空火力成功擊退了强大的日軍攻势，击落日机191架，而美军舰队损失极为轻微，飞机仅損失29架。美軍於20日發現日軍艦隊位置後，發動以216架飛機组成的攻击波。在攻擊中，美军擊沉飛鷹號轻型航空母舰，击伤了瑞鶴號航空母舰和隼鷹號及千代田號2艘轻型航母，並擊落50架日機。美機在戰鬥中損失20架，但歸艦時因已入夜，在混亂中反而損失了80架飛機。由於米切尔不顾遭到敌人潜艇攻击的危险，下令打开舰队的航行灯，因此拯救了許多飛行員與飛機。此役美方稱為菲律賓海海戰，除一舉奪得西太平洋的制海權外，也讓日海军的航空战斗力從此一蹶不振。
菲律賓海海戰結束後，第58特遣艦隊继续前往馬里亞納群島，支援陸戰隊與陸軍部隊攻擊塞班島、關島和埃尼威托克島。1944年8月26日，第五艦隊改由海爾賽上將指揮，同時改番號為第三艦隊，第58特遣艦隊亦隨之改称第38特遣艦隊。從8月到10月，第38特遣艦隊空袭了包括呂宋、民答那峨、米沙鄢、台灣與沖繩等地的日军航空基地。10月下旬開始进行雷伊泰島的登陸作戰。10月24日（東經時間），雷伊泰灣海戰正式開始，第38特遣艦隊〔除约翰·麦凯恩中将指挥的第38.1分隊以外〕於24日在西布延海發現了日軍由栗田健男中將指挥的第一遊撃部隊。海爾賽上將遂越過密茲契中將，直接接管戰術指揮權，並下令第38特遣艦隊立刻集結，由第38.2分隊〔指揮官杰拉尔德·博根少將〕與第38.3分隊〔指揮官弗里德里希·谢尔曼少將，密茲契的旗艦列辛頓號亦在其中〕派出了259架次戰機前往攻擊，除重創妙高號重巡洋舰外，4波的攻擊也擊沉了世界最大的武藏號戰艦。至於第38.4分隊〔指揮官拉尔夫·戴维森少將〕則攻擊了由志摩清英中將指挥的第二遊撃部隊，擊沉了驅逐艦若葉號。

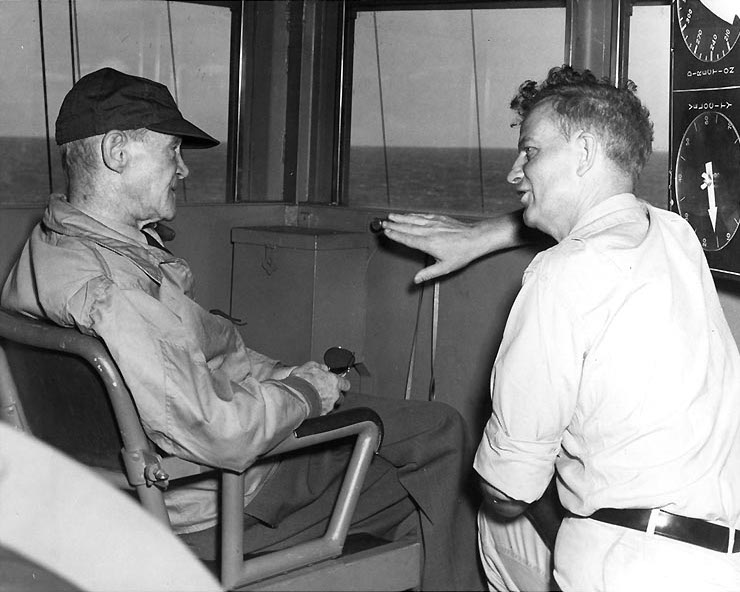
密茲契中將與其參謀長伯克准將在蘭道夫號航空母艦的艦橋上，攝於1945年6月

24日上午，日軍由小澤治三郎指挥的第一机动艦隊發動58架飛機攻擊第38.3分隊，虽未造成损伤，但此時美軍已获悉在北方有一支日軍航空母舰部隊的存在。海爾賽上將遂命令第38.3分隊搜索其北方海域，並在下午16时40分發現了小澤艦隊。於是，哈尔西命令放棄对栗田艦隊的空袭，前往北方海域攻擊小澤艦隊。25日，第38特遣艦隊派出了527架次的戰機攻擊小澤艦隊。在随后的恩加諾角海戰中，小澤艦隊的4艘航空母舰、1艘重巡洋艦和2艘驅逐艦被擊沉。但栗田艦隊也在25日上午驶出聖伯納迪諾海峽，攻擊了分遣艦隊（Task Unit）77.4.3（代號塔菲3號Taffy 3）。受到第七艦隊司令托马斯·金凯德中將的呼救，又受到太平洋艦隊司令切斯特·尼米茲上將那封著名的「全世界都想知道」電報的刺激，海爾賽上將下令第34特遣艦隊返回萨马海海域，也下令正趕回菲律賓海域的第38.1分隊發動長達600哩的追擊。但第38.1编队的攻擊只擊傷了早霜號驱逐舰。26日，第38.1和38.2分隊再次攻擊了栗田艦隊，擊沉了能代號轻巡洋舰，及早霜號和藤波號驱逐舰。
10月30日，密茲契卸下第38特遣艦隊的指揮權，回美國休假，其職務由麦凯恩中將接任。1945年1月26日，密茲契與史普勞恩斯於烏利西環礁同時接管快速航空母舰部隊與艦隊指揮權，艦隊再度改称第五艦隊和第58特混编队。2月16日，第58特混编队派出超過1,200架次的戰機攻擊了東京與其附近的軍事目標，並從2月17至22日对登陸硫磺島的海军陸戰隊执行支援任務。當6月份海爾賽與麦凯恩結束假期，並接管艦隊指揮權後，密茲契中將於7月10日接替奥伯瑞·费奇（Aubrey W. Fitch）中將，擔任主管航空業務的海軍作战部副部長〔Deputy Chief of Naval Operation（Air）〕，直到戰爭結束。

## 戰後與過世
密茲契於1946年3月1日接掌第八艦隊，並晉升為上將。9月，升任美國大西洋艦隊司令。但在1947年1月26日，也就是他60歲生日當天，因心臟病突發，被送進諾福克海軍醫院。密茲契於8日後，也就是2月3日病逝於该醫院。上將去世後葬於阿靈頓國家公墓，妻子法蘭西斯·密茲契（Frances S. Mitscher）於1982年去世後，也與上將合葬。

## 榮譽
密茲契的參謀長，后任海军作战部长的阿利·伯克上将曾如此讚揚密茲契：
|  | 雖然他輕聲細語而且沉默寡言，但不管是平時的訓練與福利，或戰時的救援，他都十分照顧他的部屬，也因此獲得部屬的最大的回報與忠誠。沒有這些，他是無法成為全世界最出色的航艦指揮官。他是位勇猛的戰士，擁有慧眼的戰略家，而且終身追求真理－他是位無予倫比的海軍飛行員。 |

美国海军曾将2艘军舰以及一級軍艦命名为“米切尔号”以纪念马克·米切尔上将。其中一艘是米契爾級驅逐艦及其首艦米切尔号驅逐領艦（DL-2），后来被改装为一艘導向飛彈驱逐舰（DDG-35）。另一艘是目前在役的伯克级导弹驱逐舰米切尔号（DDG-57）。此外，圣迭戈附近的米拉马尔海军陆战队航空站也将其机场和一条街道以米切尔的名字命名。

## 註解
1. ↑   Archive.today的存檔，存档日期2012-09-18 Only in Oklahoma: Admiral led awe-inspiring WWII task force （英文）
2. ↑  Admiral Marc A. Mitscher, USN, (1887-1947) （页面存档备份，存于） （英文）
3. ↑  北卡羅萊那號為美國海軍第一艘配備水上飛機的作戰軍艦
4. ↑  Arleigh Burke: Marc Mitscher, a Naval Aviator. In: Proceedings of the United States Naval Institute 101, 1975, S. 53–63